# Renault 19
Renault 19 é um automóvel compacto da Renault, produzido na fábricas de Valladolid (Espanha), Haren-Vilvoorde (Bélgica), Douai (França), para o mercado europeu entre 1988 e 1996, e na fábrica de Córdoba (Argentina) e Envigado (Colômbia) de 1994 até 1998 para o mercado sul-americano. O 19 foi o último modelo da Renault a ser nomeado com números. Foi produzido com potências de 60 até 140 cv.

## Motorizações
- Gasolina:
  - 1.2 8v - 60 hp/cv
  - 1.4 8v - 65/70 hp/cv
  - 1.4e 8v - 80 hp/cv
  - 1.6 8v - 75 hp/cv
  - 1.6i 8v - 80 hp/cv
  - 1.7 8v - 92 hp/cv
  - 1.7ie 8v - 107 hp/cv
  - 1.8 8v - 95 hp/cv
  - 1.8ie 8v - 115 hp/cv
  - 1.8 16v - 140/137 hp/cv

- Diesel:
  - 1.9 8v - 65/70 hp/cv
  - 1.9 8v Turbo - 95/100 hp/cv

## Modelos

### 1988-1992
- TR 1.2 55 / 1.4 65
- TS 1.4e 80
- TD 1.9 d 65
- GTR 1.4 65
- GTS 1.4e 80
- GTX 1.7 92
- GTD 1.9 d 65
- TurboD 1.9 dT 95
- TSE 1.4e 80
- TXE 1.7 92 / 1.8 95
- TXI 1.7ie 107
- 16S 1.8 16v 140
- TDE 1.9 d
- TurboDX 1.9 dT 95

### 1992-2000
- RL / Europa 1.4 65
- RL / Europa 1.4e 80
- RL / Europa 1.9 d 65/70
- RN / Storia / Latitude 1.4 65
- RN / Storia / Latitude 1.4e 80
- RN / Storia / Latitude 1.6 75
- RNi / Storia / Latitude 1.6i 80
- RN / Storia / Latitude 1.7 92
- RN / Storia / Latitude 1.8 95
- RN / Storia / Latitude 1.9 d 65/70
- RN / Storia / Latitude 1.9 dT 95 / 1.9 dTi 100
- RT / Alizé 1.4e 80
- RT / Alizé 1.7 92
- RT / Alizé 1.8 95
- RT / Alizé 1.8ie 115
- RT / Alizé 1.9 d 70
- RT / Alizé 1.9 dT 95 / 1.9 dTi 100
- RTi 1.8 16v 140/147
- RSi (Cabriolet) 1.8ie 115
- 16S 1.8 16v 140/137
- Baccara 1.8 95
- Baccara 1.8ie 115

## Automobilismo
O Renault 19 16s foi utilizado no British Touring Car Championship (BTCC) em 1993, conduzido por Alain Menu and Tim Harvey. O carro demonstrou-se pouco competitivo, e foi substituído pelo Laguna para a temporada de 1994.